# Piratrörelsen
Piratrörelsen är en social rörelse bestående av personer som är för en förändrad upphovsrätt, stärkt personlig integritet och reformation (eller avskaffande) av patent.
Piratrörelsen har även gett upphov till den s.k. piratideologin som säger sig värna frihet, stärkt personlig integritet, öppenhet och transparens samt anti-korruption.

## Historia
Det första piratpartiet i rörelsen var det svenska Piratpartiet som grundades 1 januari 2006. De efterföljande decennierna har piratpartier och relaterade organisationer spridit sig till flera länder. I början av 2019 fanns piratpartier representerade i 44 länder. Till en början associerades piratrörelsen främst med reformer kopplat till upphovsrättslagar. De politiska förslagen har dock breddats successivt sedan starten och har senare inte minst kretsat kring medborgerliga rättigheter i den digitala världen och demokratiskt deltagande.

## Kännetecken

### Politik
De politiska sakfrågor som partier inom piratrörelsen ofta lyfter rör digitala rättigheter som digital yttrandefrihet, rätten till privatliv och tillgången till digitala plattformar. Det är även vanligt att organisationer uppmärksammar rättigheter som yttrandefrihet, fri tillgång till information och tillgänglighetsfrågor även utanför den digitala sfären.
Ideologiskt har medlemmar i europeiska piratpartier uttryckt politiska ståndpunkter som ligger i linje med progressiva och libertarianska värderingar med ett visst fokus även på sociala frågor.

### Arbetssätt
Piratrörelsen innehåller både en social rörelse utanför formella maktstrukturer och formaliserade partier som försöker förändra politiken genom att ta plats i t.ex. olika parlament för att påverka lagstiftning.

## Organisationer
I Sverige är piratrörelsen tätt förknippad med följande organisationer:
- Piratbyrån
- Piratpartiet
- StoppaFRAlagen.nu
- StoppaIPRED.nu
- Nätverket Svart Måndag

Internationellt är rörelsen förknippad med:
- Embacy of Piracy
- Pirate Party International
- Europeiska piratpartiet